# ホーナー・ワズワース・エモンズ反応
ホーナー・ワズワース・エモンズ反応（ホーナー・ワズワース・エモンズはんのう、英語: Horner–Wadsworth–Emmons reaction）は、アルキルホスホン酸ジエステルから発生させたカルボアニオンをケトンまたはアルデヒドと反応させ、アルケンを合成する反応である。1958年、ウィッティヒ反応の変法としてホーナーらがこれを発表し、後にワズワース（William S. Wadsworth）とエモンズが改良条件を報告した。こうした経緯から、ウィッティヒ・ホーナー反応（Wittig-Horner反応）と呼ばれることも多い。
本来のウィッティヒ反応で用いられるリンイリドに比べてホスホナートカルボアニオンの反応性が高いこと、(E)-選択性が高いこと、また副生するリン化合物が水溶性であるため、分液操作だけで除去が可能な点がメリットである。このため特に(E)体のα,β-不飽和エステル・ケトンなどの合成によく用いられる。

## アルキルホスホン酸エステルの合成
ハロゲン化アルキルと亜リン酸トリエチルとのミカエリス・アルブーゾフ反応によって合成される。ホスホノ酢酸トリエチルなど主要な試薬は市販されている。

## 反応条件
適当な有機溶媒（アルコール類、THF, 1,2-ジメトキシエタン, DMSOなど）にアルキルホスホン酸エステルを溶解し、水素化ナトリウム、ナトリウムメトキシド、炭酸カリウムなどの塩基を作用させてアニオンを発生させる。ここにカルボニル化合物を加え、一定時間反応させる。反応温度は基質により、-78度から還流まで幅広い。塩基性に弱い基質を用いる際には、DBUまたはトリエチルアミンと塩化リチウムを併用するとよい。

## 選択性
トンプソンとヘスコックは、各種アルデヒドのホーナー・ワズワース・エモンズ反応における選択性について系統的な検討を行い、次のような場合に(E)-選択性が高まることを見出している。
- アルデヒドが立体的にかさ高い
- 反応温度が高い
- リチウム塩＞ナトリウム塩＞カリウム塩
- THFまたはDMEを溶媒として用いる

一般に、ケトンに対するE,Z-選択性はほとんどないか、中程度にとどまる。

## Z-選択的ホーナー・ワズワース・エモンズ反応
1983年、W.C.スティルらは通常用いられるリン酸のエチルエステルの代わりに2,2,2-トリフルオロエチルエステルを用いることで、通常とは逆にZ-オレフィンが得られることを示した。塩基としてカリウムヘキサメチルジシラジドを用い、18-クラウン-6を共存させることで選択性は高まる。
岐阜大学の安藤は、リン酸部分の置換基として2,2,2-トリフルオロエチル基でなくフェニル基を使うと、さらに高選択的にZ-オレフィンが得られることを示している。この場合水素化ナトリウム/THFや、DBU/ヨウ化ナトリウム/THFなどを用いることができ、スティルの条件に比べて操作の面でも簡便である。